# Bussy-Lettrée
Pour les articles homonymes, voir Bussy.
Bussy-Lettrée est une commune française, située dans le département de la Marne en région Grand Est.
Ses habitants sont appelés les Busséins et les Busséines, mais aussi Buséens et Buséennes.

## Géographie

### Localisation
Le village est situé à 21 km au sud de Châlons-en-Champagne.
| Soudron, Vatry                      | Breuvery-sur-Coole | Saint-Quentin-sur-Coole |
|                                     | Bussy-Lettrée      | Cernon                  |
| Haussimont, Vassimont-et-Chapelaine | Sommesous          | Dommartin-Lettrée       |

### Géologie
La commune est située dans la Champagne crayeuse.

### Transports et voies de communication
Au niveau des transports, l'autoroute A26 et l'ancienne route nationale 77 (RD 977) passent dans la commune.
Le village est traversé par la route départementale 12, qui rejoint la RD 977 et la RN 4, et la départementale 80 vers Mairy-sur-Marne.
Le sud-ouest de la commune est occupé par l'aéroport de Châlons-Vatry.

### Hydrographie
La commune est dans la région hydrographique « la Seine de sa source au confluent de l'Oise (exclu) » au sein du bassin Seine-Normandie. Elle est drainée par la Soude,.
La Soude, d'une longueur de 23 km, prend sa source dans la commune de Soudé et se jette  dans la Somme-Soude à Villeseneux, après avoir traversé six communes. Les caractéristiques hydrologiques de la Soude sont données par la station hydrologique située sur la commune de Bussy-Lettrée. Le débit moyen mensuel est de 0,54 m3/s. Le débit moyen journalier maximum est de 3,48 m3/s, atteint lors de la crue du 19 mars 1970. Le débit instantané maximal est quant à lui de 3,49 m3/s, atteint le 18 mars 1970.

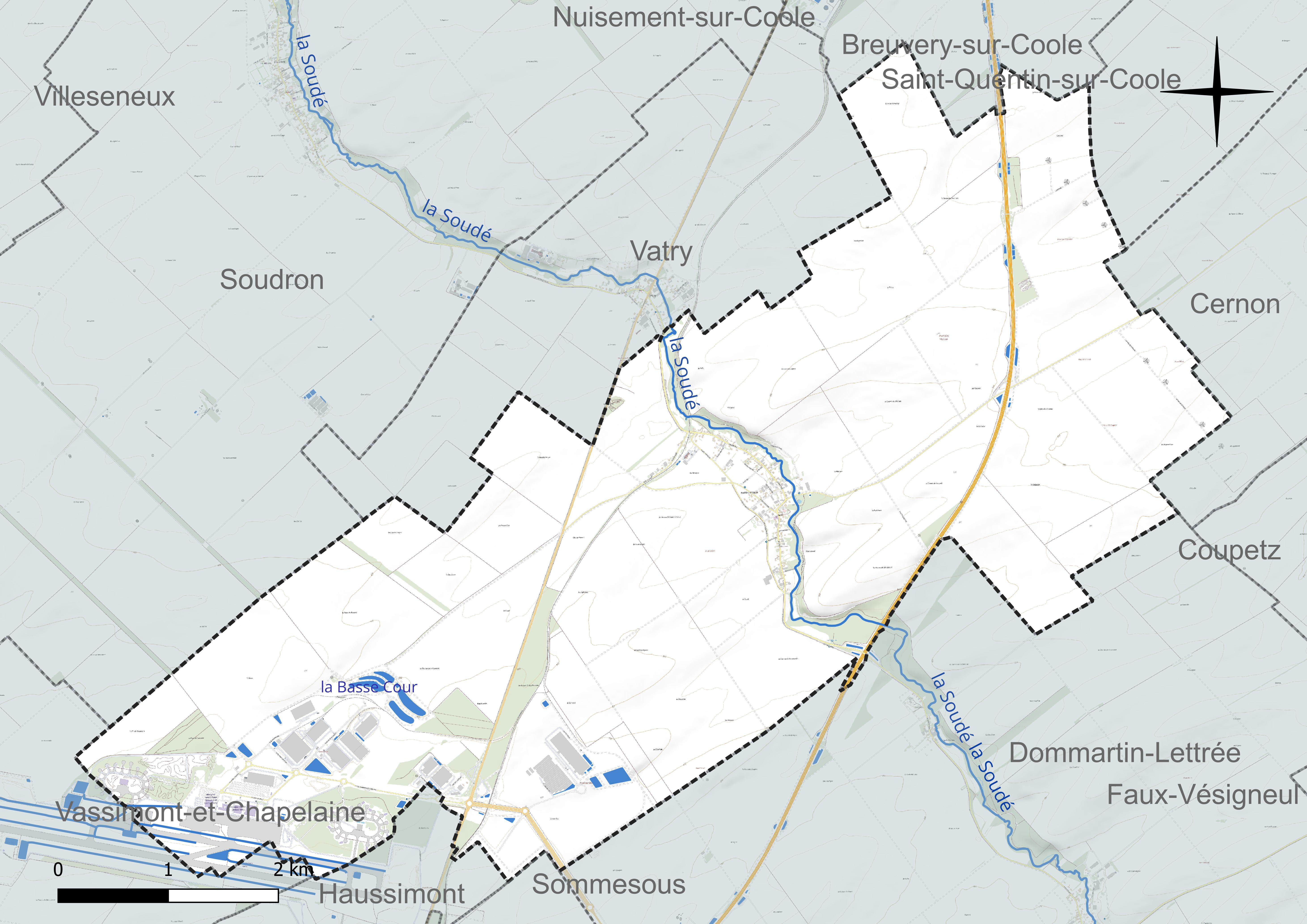
Réseau hydrographique de Bussy-Lettrée.

Un plan d'eau complète le réseau hydrographique : la Basse Cour (1,6 ha),.

### Climat
Pour des articles plus généraux, voir Climat du Grand Est et Climat de la Marne.
En 2010, le climat de la commune est de type climat océanique dégradé des plaines du Centre et du Nord, selon une étude du Centre national de la recherche scientifique s'appuyant sur une série de données couvrant la période 1971-2000. En 2020, Météo-France publie une typologie des climats de la France métropolitaine dans laquelle la commune est exposée à un climat océanique altéré et est dans la région climatique Nord-est du bassin Parisien, caractérisée par un ensoleillement médiocre, une pluviométrie moyenne régulièrement répartie au cours de l’année et un hiver froid (3 °C).
Pour la période 1971-2000, la température annuelle moyenne est de 10,5 °C, avec une amplitude thermique annuelle de 15,9 °C. Le cumul annuel moyen de précipitations est de 726 mm, avec 12 jours de précipitations en janvier et 8,3 jours en juillet. Pour la période 1991-2020, la température moyenne annuelle observée sur la station météorologique de Météo-France la plus proche, « Vatry-aéro », sur la commune de Vatry à 2 km à vol d'oiseau, est de 11,0 °C et le cumul annuel moyen de précipitations est de 654,9 mm. 
La température maximale relevée sur cette station est de 41,1 °C, atteinte le 25 juillet 2019 ; la température minimale est de −15,3 °C, atteinte le 1er janvier 1997,,.
Les paramètres climatiques de la commune ont été estimés pour le milieu du siècle (2041-2070) selon différents scénarios d'émission de gaz à effet de serre à partir des nouvelles projections climatiques de référence DRIAS-2020. Ils sont consultables sur un site dédié publié par Météo-France en novembre 2022.

## Urbanisme

### Typologie
Au 1er janvier 2024, Bussy-Lettrée est catégorisée commune rurale à habitat dispersé, selon la nouvelle grille communale de densité à sept niveaux définie par l'Insee en 2022.
Elle est située hors unité urbaine. Par ailleurs la commune fait partie de l'aire d'attraction de Châlons-en-Champagne, dont elle est une commune de la couronne,. Cette aire, qui regroupe 97 communes, est catégorisée dans les aires de 50 000 à moins de 200 000 habitants,.

### Occupation des sols
L'occupation des sols de la commune, telle qu'elle ressort de la base de données européenne d’occupation biophysique des sols Corine Land Cover (CLC), est marquée par l'importance des territoires agricoles (81,9 % en 2018), en diminution par rapport à 1990 (88,4 %). La répartition détaillée en 2018 est la suivante : 
terres arables (81,1 %), zones industrielles ou commerciales et réseaux de communication (15,7 %), zones urbanisées (1,6 %), zones agricoles hétérogènes (0,8 %), forêts (0,8 %). L'évolution de l’occupation des sols de la commune et de ses infrastructures peut être observée sur les différentes représentations cartographiques du territoire : la carte de Cassini (XVIIIe siècle), la carte d'état-major (1820-1866) et les cartes ou photos aériennes de l'IGN pour la période actuelle (1950 à aujourd'hui).

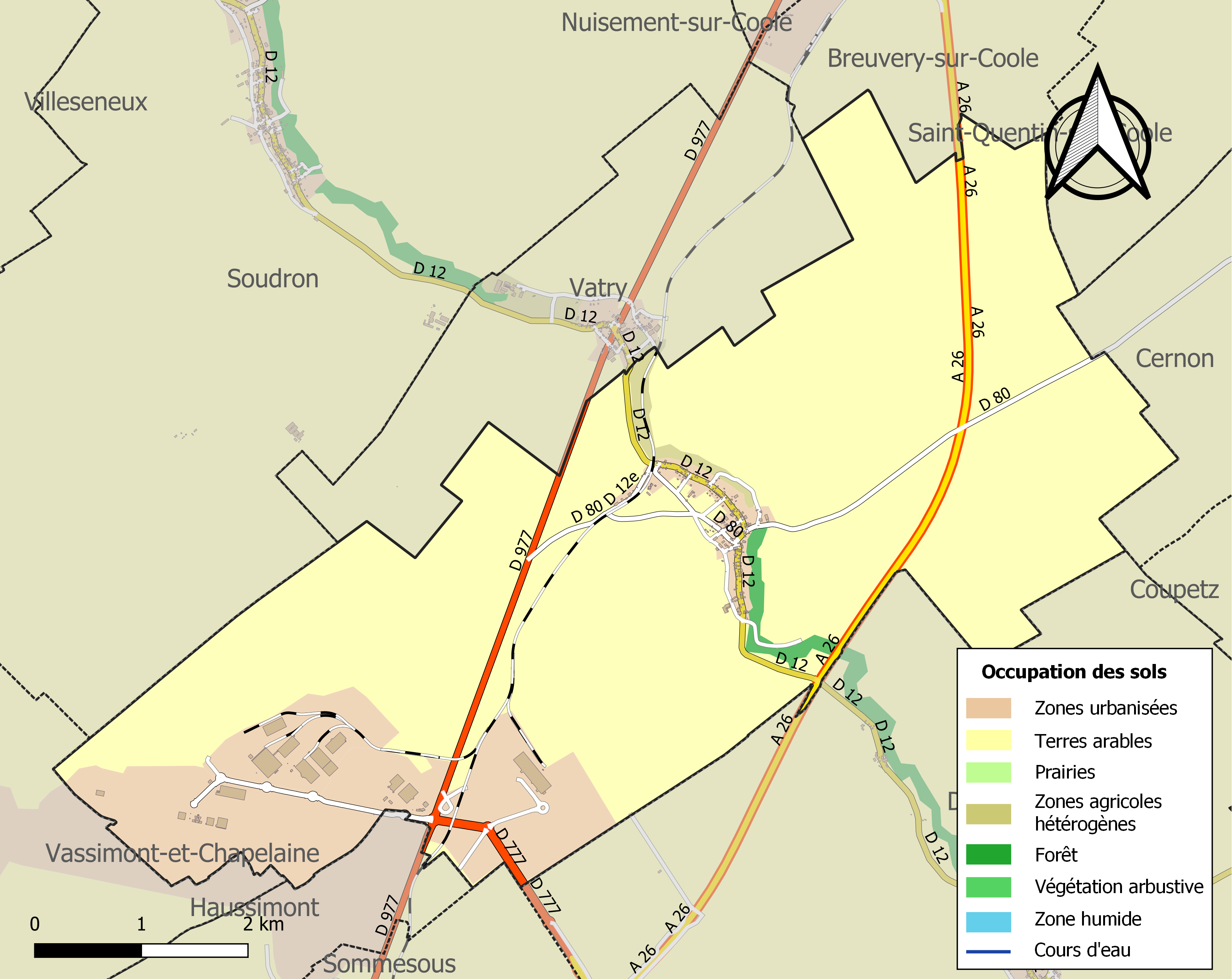
Carte des infrastructures et de l'occupation des sols de la commune en 2018 (CLC).

## Toponymie
Le nom de la localité est attesté sous les formes Busseium (1121) ; Buxeium, Buisseium (1218) ; Buissy de lez Lestrée, Bussy lez l'Estrée (1383) ; Buisseyum (1405) ; Buissy (1462) ; Buissy lez l'Estrée (1464) ; Bussy lez Laistrés (xve siècle) ; Bussy-l'Estrée (1501) ; Bussiacum juxta Stratam (1542) ; Buissy-Lestrée (1551) ; Bussiacum Strata (vers 1600) ; Busciacum juxta Stratam (1755) ; Bussy-Lettrée (1860).Le nom de la commune s’écrivait Bussy-l’Étrée en 1793.
Bussy, du nom d'homme latin Bucius.

Du latin buxus « buis » et du suffixe latin -utum ; « ensemble de buis ».
Lettrée, (Buissy de lez Lestrée, Bussy lez l'Estrée en 1383) : Toponyme qui indique le passage d'une voie romaine. La forme estrée ( s ) est particulièrement fréquente dans le nord de la France.
C'est au voisinage de l'Étrée que les villages de Bussy-Lettrée et Dommartin-Lettrée doivent leur surnom, qui autrefois était lez l'Estrée.
.

## Histoire

### Moyen Âge
Le 13 juillet 1429, Jeanne d'Arc, lors de sa chevauchée pour faire sacrer le roi Charles VII à Reims, passa par Bussy-Lettrée et y reçut la soumission de la ville de Châlons-en-Champagne. Une plaque commémorative rappelle cet événement.

## Politique et administration

### Intercommunalité
Conformément au schéma départemental de coopération intercommunale de la Marne du 15 décembre 2011, la commune antérieurement membre de la communauté de communes de l'Europort, est désormais membre de la nouvelle communauté d'agglomération Cités-en-Champagne.
Celle-ci résulte en effet de la fusion,  au 1er janvier 2014, de l'ancienne communauté d'agglomération de Châlons-en-Champagne, de la communauté de communes de l'Europort, de la communauté de communes de Jâlons (sauf la commune de Pocancy qui a rejoint la communauté de communes de la Région de Vertus) et de la communauté de communes de la Région de Condé-sur-Marne,.

### Liste des maires
| Période                                  | Période                    | Identité        | Étiquette | Qualité                                        |
| ---------------------------------------- | -------------------------- | --------------- | --------- | ---------------------------------------------- |
| Les données manquantes sont à compléter. |                            |                 |           |                                                |
|                                          | après 1876                 | Brisson         |           |                                                |
| 1877                                     |                            | RiviGèrard      |           |                                                |
| mai 1888                                 | mai 1908                   | Prudent Picard  |           |                                                |
| mai 1908                                 | oct. 1919                  | René Brisson    |           |                                                |
| oct. 1919                                | mai 1925                   | Eloi Terrillion |           |                                                |
| mai 1925                                 | mai 1929                   | René Brisson    |           |                                                |
| mai 1929                                 | mars 1959                  | Léon Hattat     |           |                                                |
| mars 1959                                | mars 1971                  | Norbert Oudet   |           |                                                |
| mars 1971                                | avril 2004                 | Jean Prot       |           | Président de la CC de l'Europort (1999 → 2008) |
| avril 2004                               | En cours (au 28 juin 2020) | Pierre Poupart  | LR        |                                                |

## Population et société

### Démographie
L'évolution du nombre d'habitants est connue à travers les recensements de la population effectués dans la commune depuis 1793. Pour les communes de moins de 10 000 habitants, une enquête de recensement portant sur toute la population est réalisée tous les cinq ans, les populations de référence des années intermédiaires étant quant à elles estimées par interpolation ou extrapolation. Pour la commune, le premier recensement exhaustif entrant dans le cadre du nouveau dispositif a été réalisé en 2004.

En 2022, la commune comptait 315 habitants, en évolution de −10 % par rapport à 2016 (Marne : −1,19 %, France hors Mayotte : +2,11 %).
| 1793 | 1800 | 1806 | 1821 | 1831 | 1836 | 1841 | 1846 | 1851 |
| ---- | ---- | ---- | ---- | ---- | ---- | ---- | ---- | ---- |
| 448  | 391  | 395  | 354  | 386  | 337  | 343  | 338  | 334  |

| 1856 | 1861 | 1866 | 1872 | 1876 | 1881 | 1886 | 1891 | 1896 |
| ---- | ---- | ---- | ---- | ---- | ---- | ---- | ---- | ---- |
| 354  | 323  | 304  | 267  | 312  | 292  | 293  | 287  | 270  |

| 1901 | 1906 | 1911 | 1921 | 1926 | 1931 | 1936 | 1946 | 1954 |
| ---- | ---- | ---- | ---- | ---- | ---- | ---- | ---- | ---- |
| 258  | 251  | 247  | 255  | 265  | 278  | 279  | 245  | 238  |

| 1962 | 1968 | 1975 | 1982 | 1990 | 1999 | 2004 | 2006 | 2009 |
| ---- | ---- | ---- | ---- | ---- | ---- | ---- | ---- | ---- |
| 259  | 237  | 221  | 249  | 233  | 240  | 272  | 287  | 321  |

| 2014 | 2019 | 2022 | - | - | - | - | - | - |
| ---- | ---- | ---- | - | - | - | - | - | - |
| 334  | 322  | 315  | - | - | - | - | - | - |

## Économie
- Exploitations agricoles.
- Le sud-ouest de la commune est occupé par l'aéroport de Châlons-Vatry.

## Culture locale et patrimoine

### Lieux et monuments
- L'église Saint-Étienne, classée monument historique[35] en 1949.
- Le monument aux morts de la guerre 1914-1918 a été inventorié en 2001 par Alexandre Niess[36].